# La Saulsotte
La Saulsotte è un comune francese di 653 abitanti situato nel dipartimento dell'Aube nella regione del Grand Est.

## Società

### Evoluzione demografica
Abitanti censiti